# Hilde Hofherr
Hilde Hofherr, verheiratete Schmied, (* 23. April 1930 in Lermoos) ist eine ehemalige österreichische Skirennläuferin. Sie feierte ab Mitte der 1950er-Jahre zahlreiche Siege bei internationalen Rennen, wurde dreifache österreichische Meisterin und erreichte bei Olympischen Winterspielen zweimal eine Platzierung unter den besten fünf.

## Biografie
Hofherrs Vater war Schuhmacher und Landwirt in Lermoos und selbst aktiver Skiläufer. So begann auch Hilde Hofherr schon früh mit dem Skisport, übte diesen aber wegen des Zweiten Weltkrieges zunächst nicht rennmäßig aus. Erst 1947 kam die damalige Handelsschülerin zum Skiclub ihres Heimatortes, wo sie mit regelmäßigem Training begann. Über den Tiroler Landeskader schaffte sie Anfang der 1950er-Jahre den Aufstieg in die Mannschaft des Österreichischen Skiverbandes. 1952 stand sie als Zweite der Abfahrt um den Goldenen Schild vom Wallberg in Rottach-Egern erstmals in einem internationalen FIS-Rennen auf dem Podest, 1953 folgte ein dritter Platz im Riesenslalom auf der Zugspitze.
Der Durchbruch gelang Hofherr in der Saison 1954/1955, als sie mit Abfahrt, Slalom und Kombination von Rottach-Egern ihre ersten Siege feierte, denen sie zwei weitere Siege in Abfahrt und Kombination der prestigeträchtigen Arlberg-Kandahar-Rennen in Mürren folgen ließ. Weiters gewann sie im selben Winter noch einen Riesenslalom in Arosa sowie einen Slalom am Ätna. In der nächsten Saison 1955/1956 siegte Hofherr in den Riesenslaloms von Rottach-Egern und am Zürser See, zudem wurde sie unter anderem Zweite in der Abfahrt des Gornergrat-Derbys in Zermatt. Die Olympischen Winterspiele 1956 in Cortina d’Ampezzo begannen für Hofherr wegen eines Sturzes nur mit dem 24. Platz im Slalom. Zwei Tage danach erreichte sie in der Abfahrt als beste Österreicherin den vierten Rang, zeitgleich mit der Italienerin Giuliana Chenal Minuzzo.
Im Winter 1956/1957 gewann Hofherr Abfahrt, Slalom und Kombination von Tatranská Lomnica, Slalom und Kombination von Oberstdorf sowie einen Riesenslalom am Großglockner. Jeweils Zweite wurde sie im Riesenslalom der SDS-Rennen in Grindelwald sowie in der Abfahrt der Hahnenkammrennen von Kitzbühel, während sie in der Abfahrt der Arlberg-Kandahar-Rennen in Chamonix den dritten Platz belegte. Zudem gewann sie bei den Österreichischen Meisterschaften 1957 in Schruns ihre ersten beiden Meistertitel in Abfahrt und Riesenslalom. In der Saison 1957/1958 gelangen Hofherr wieder zwei Siege in den wichtigsten Rennen des Winters: Bei den Grindelwalder SDS-Rennen wurde sie Erste in der Kombination und jeweils Zweite in der Abfahrt sowie im zweiten Riesenslalom. Bei den Hahnenkammrennen in Kitzbühel siegte sie in der Abfahrt, während sie in Riesenslalom und Kombination jeweils Platz zwei belegte. Weiters erzielte sie unter anderem einen Sieg im Slalom von Lenzerheide. Bei den Weltmeisterschaften 1958 in Bad Gastein war Hofherr allerdings wenig erfolgreich. Sie belegte nur im Slalom als Sechste ein akzeptables Resultat und kam in Riesenslalom und Abfahrt zu Sturz, wobei sie im Riesenslalom ausschied, die Abfahrt aber noch an 39. Stelle beenden konnte.
Mehrere Siege gelangen Hofherr auch im Winter 1958/1959. Sie gewann erneut bei den Rennen um den Goldenen Schild vom Wallberg, diesmal in der Abfahrt, und siegte in insgesamt fünf Riesenslaloms am Zürser See, auf der Zugspitze, am Ätna, am Großglockner und in Courchevel, wo sie auch den Slalom gewann. Weniger erfolgreich begann der Winter 1959/1960, in dem sie vordere Platzierungen zunächst schuldig blieb, aber bei den Österreichischen Meisterschaften in Saalfelden zum zweiten Mal den Titel im Riesenslalom gewann. Bei den Olympischen Winterspielen 1960 in Squaw Valley, ihrem letzten internationalen Großereignis, verpasste sie jedoch als Fünfte des Slaloms und Neunte des Riesenslaloms erneut die Medaillenränge. Ihren letzten Sieg feierte Hofherr im Sommer 1960 bei einem Riesenslalom am Stilfser Joch, ehe sie im Alter von 30 Jahren ihre Karriere beendete.
Während ihrer aktiven Zeit war Hofherr von 1955 bis 1960 in der Export-Abteilung ihrer Skifirma Kästle beschäftigt, danach arbeitete sie drei Jahre lang im Verkehrsamt Lermoos. 1963 heiratete sie Willi Schmied, einen Mitarbeiter der Skifirma Blizzard, zu dem sie nach Mittersill übersiedelte. Ab 1970 wohnte sie für drei Jahre in Italien, wo ihr Ehemann beim Aufbau der Skifabrik Spalding tätig war; 1973 folgte die Rückkehr nach Lermoos. Mit dem Skirennsport blieb Hilde Hofherr-Schmied auch nach ihrer aktiven Karriere eng verbunden. Sie war ab Mitte der 1960er-Jahre für mehr als zwei Jahrzehnte Technische Delegierte des Internationalen Skiverbandes FIS und Jurymitglied bei zahlreichen Rennen, unter anderem bei den Olympischen Winterspielen 1980 und 1984.

## Erfolge

### Olympische Winterspiele
(zählten zugleich als Weltmeisterschaften)
- Cortina d’Ampezzo 1956: 4. Abfahrt, 24. Slalom
- Squaw Valley 1960: 5. Slalom, 9. Riesenslalom

### Weltmeisterschaften
- Bad Gastein 1958: 6. Slalom, 39. Abfahrt

### Siege in FIS-Rennen
- Abfahrt, Slalom und Kombination des Goldenen Schildes vom Wallberg in Rottach-Egern 1955
- Abfahrt und Kombination der Arlberg-Kandahar-Rennen in Mürren 1955
- Riesenslalom in Arosa 1955
- Slalom am Ätna 1955
- Riesenslalom des Goldenen Schildes vom Wallberg in Rottach-Egern 1956
- Riesenslalom am Zürser See 1956
- Abfahrt, Slalom und Kombination in Tatranská Lomnica 1957
- Slalom und Kombination in Oberstdorf 1957
- Riesenslalom am Großglockner 1957
- Kombination der SDS-Rennen in Grindelwald 1958
- Abfahrt der Hahnenkammrennen in Kitzbühel 1958
- Slalom in Lenzerheide 1958
- Kombination des Grand Prix von Savoyen 1958
- Riesenslalom in Hochsölden 1958
- Abfahrt des Goldenen Schildes vom Wallberg in Rottach-Egern 1959
- Riesenslalom auf der Zugspitze 1959
- Riesenslalom am Ätna 1959
- Riesenslalom und Slalom in Courchevel 1959
- Riesenslalom am Zürser See 1959
- Riesenslalom am Großglockner 1959
- Riesenslalom am Stilfserjoch 1960

### Österreichische Meisterschaften
Dreifache österreichische Meisterin:
- Riesenslalom 1957 und 1960
- Abfahrt 1957